# Gołąb cynamonowy
Gołąb cynamonowy (Aplopelia larvata) – gatunek średniej wielkości ptaka z rodziny gołębiowatych (Columbidae). Występuje plamowo w Afryce Subsaharyjskiej. Nie jest zagrożony.

## Taksonomia
Gatunek został opisany zgodnie z zasadami nazewnictwa binominalnego w 1809 roku przez C.J. Temmincka jako Columba larvata; miejsce typowe to Knysna w Kolonii Przylądkowej (dziś Południowa Afryka). Gatunek został wyłączony przez K.L. Bonapartego do monotypowego rodzaju Aplopelia i tak jest on zwykle obecnie klasyfikowany; IOC umieszcza go jednak w rodzaju Columba.
IOC i autorzy HBW wyróżniają 7 podgatunków:
- A. l. inornata Reichenow, 1892
- A. l. principalis (Hartlaub, 1866)
- A. l. simplex (Hartlaub, 1849) – gołąb białoczelny[4]
- A. l. bronzina (Rüppell, 1837)
- A. l. larvata (Temminck, 1809) – gołąb cynamonowy[4]
- A. l. jacksoni Sharpe, 1904
- A. l. samaliyae C.M.N. White, 1948

Podgatunek z Wyspy Świętego Tomasza, gołąb białoczelny (A. l. simplex) bywa klasyfikowany jako odrębny gatunek na podstawie odmiennego głosu; także inne zachodnioafrykańskie populacje gołębia cynamonowego bywają zaliczane do tego gatunku. Wyróżnienie podgatunków jest niepewne.

## Charakterystyka
Długość ciała wynosi od 25 do 29 cm, masa ciała samca od 130 do 210 g, a samicy od 85 do 191 g. Czoło, twarz i podgardle są białe lub szarobiałe, kolor przechodzi w różowo-rudy na szyi i piersi.

## Zasięg występowania
Gołąb cynamonowy występuje plamowo w Afryce Subsaharyjskiej. Poszczególne podgatunki zamieszkują:
- A. l. inornata Reichenow, 1892 – Sierra Leone, południowo-wschodnia Gwinea, Liberia i zachodnie Wybrzeże Kości Słoniowej; południowo-wschodnia Nigeria, Kamerun, Gabon, wyspy Bioko i Annobón
- A. l. principalis – Wyspa Książęca
- A. l. simplex – Wyspa Świętego Tomasza
- A. l. bronzina – Erytrea, Etiopia i południowo-wschodni Sudan Południowy
- A. l. larvata – południowy Sudan Południowy przez Ugandę, zachodnią i południową Kenię, zachodnią Tanzanię i Malawi do RPA.
- A. l. jacksoni – południowo-zachodnia Uganda i wschodnia Demokratyczna Republika Konga do zachodniej Tanzanii
- A. l. samaliyae – Angola i północno-zachodnia Zambia

## Ekologia
Gatunek ten zamieszkuje niziny i górskie lasy wiecznie zielone (do 3200 m n.p.m.), także tereny częściowo zdegradowane. Odwiedza plantacje. Najchętniej zjada owoce Calodendron capense, je także nasiona bambusów, zastrzalinów i Kiggelaria africana.
Gatunek jest zasadniczo osiadły, choć np. w masywie Nimba w Liberii zaobserwowano przemieszczanie się gołębi w górę lub dół stoków.

### Lęgi
Pora lęgowa zależy od miejsca występowania. Gołębie cynamonowe w Sierra Leone rozmnażają się w lutym, kwietniu i listopadzie; na Wyspie Świętego Tomasza na początku lutego; w Kamerunie w styczniu, sierpniu i październiku.

## Status i zagrożenia
Gołąb cynamonowy ma bardzo duży zasięg występowania, jego liczebność jest uznawana za stabilną. Całkowita liczebność nie została obliczona, ale ptaki te są dość skryte, co może przyczyniać się do niedoszacowania liczebności lokalnych populacji. Przez IUCN jest klasyfikowany jako gatunek najmniejszej troski (LC, Least Concern).